# Федосов, Альберт Вячеславович
Альберт Вячеславович Федосов (4 сентября 1970) — советский и российский футболист. Играл на позиции полузащитника.

## Карьера
Воспитанник «Светотехники» Саранск, первый тренер — Н. С. Зайкин. С 1987 по 1989 годы играл на уровне КФК за саранские клубы «Факел», «Светотехника» и «Буревестник». После того как «Светотехника» получила профессиональный статус, был заявлен за родной клуб, за который играл до 1992 года. В 1993 году перешёл в воронежский «Факел», после чего перешёл в новороссийский «Черноморец». 1 апреля 1995 года в домашнем матче 1-го тура против ЦСКА дебютировал в высшей лиге, выйдя с первых минут, на 63-й минуте встречи был заменён на Арамаиса Епископосяна. В 1996 году выступал за «Уралан», после чего на протяжении 5 лет играл за смоленский «Кристалл», за который в первом дивизионе провёл 134 матча и забил 9 мячей. В 2002 году выступал за любительский клуб «Локомотив-НН». С 2003 по 2004 годы играл за брянское «Динамо». В 2005 году играл за курский «Авангард». О переходе Федосова в «Смоленск» стало известно ещё в конце 2005 года и на протяжении всего межсезонья 2006 года он работал в составе своей новой команды на позициях инсайда и плеймейкера. После окончания сезона 2007 года клуб был лишён профессиональной лицензии, и Федосов завершил карьеру игрока на профессиональном уровне, однако остался в Смоленске и год выступал в клубе, который на тот момент назывался «Днепр». С 2009 по 2010 годы играл за клуб «Рудня». В 2011 году играл и тренировал любительский клуб «Слобода» (Краснослободск), а в 2012 году — «Спартак» (Ковылкино).

## Личная жизнь
Жена Светлана. Дочь Екатерина (1990 г. р.).